# Juzanvigny
Juzanvigny è un comune francese di 123 abitanti situato nel dipartimento dell'Aube nella regione del Grand Est.

## Società

### Evoluzione demografica
Abitanti censiti